# Provinciedistrict Boom
Het provinciedistrict Boom vormde tot 2017 bij de provincieraadsverkiezingen in de Belgische provincie Antwerpen een tussenniveau tussen het kiesarrondissement Antwerpen en de kieskantons Boom en Kontich. Op dit niveau gebeurt de verdeling van de zetels in de provincieraad op basis van het totaal van de door elke partij behaalde stemmen in de onderliggende kieskantons.

## Structuur
| Boom             | Boom             | Supranationaal         | Nationaal                         | Nationaal           | Gemeenschap         | Gewest              | Provincie           | Arrondissement  | Provinciedistrict | Kanton          | Gemeente        | District         |
| ---------------- | ---------------- | ---------------------- | --------------------------------- | ------------------- | ------------------- | ------------------- | ------------------- | --------------- | ----------------- | --------------- | --------------- | ---------------- |
| Administratief   | Niveau           | Europese Unie          | België                            | België              | Vlaanderen          | Vlaanderen          | Antwerpen           | Antwerpen       | Antwerpen         | Antwerpen       | 13              | -                |
| Administratief   | Bestuur          | Europese Commissie     | Belgische regering                | Belgische regering  | Vlaamse regering    | Vlaamse regering    | Deputatie           | Deputatie       | Deputatie         | Deputatie       | Gemeentebestuur | Districtscollege |
| Administratief   | Raad             | Europees Parlement     | Kamer van volksvertegenwoordigers | Vlaams Parlement    | Vlaams Parlement    | Vlaams Parlement    | Provincieraad       | Provincieraad   | Provincieraad     | Provincieraad   | Gemeenteraad    | Districtsraad    |
| Kiesomschrijving | Kiesomschrijving | Nederlands Kiescollege | Kieskring Antwerpen               | Kieskring Antwerpen | Kieskring Antwerpen | Kieskring Antwerpen | Kieskring Antwerpen | Antwerpen       | Boom              | Boom Kontich    | 13              | -                |
| Verkiezing       | Verkiezing       | Europese               | Federale                          | Federale            | Vlaamse             | Vlaamse             | Provincieraads-     | Provincieraads- | Provincieraads-   | Provincieraads- | Gemeenteraads-  | Districtsraads-  |

- Het kieskanton Boom omvat de gemeenten Boom, Hemiksem, Niel, Rumst en Schelle.
- Het kieskanton Kontich omvat de gemeenten Aartselaar, Boechout, Borsbeek, Edegem, Hove, Kontich, Lint en de stad Mortsel.

## Geschiedenis
Bij de provincieraadsverkiezingen van 2012 kreeg dit district 7 van de 41 zetels van het arrondissement Antwerpen toegewezen (voorheen 9 van de 48). Het totaal aantal zetels in de raad van de provincie Antwerpen werd vanaf 2013 herleid tot 72 (voorheen 84).

### Provincieraadsverkiezingen
| Partij of kartel    | Partij of kartel    | 1946  | 1946 | 1949   | 1949 | 1950  | 1950 | 1958  | 1958 | 1961  | 1961 | 1965   | 1965 | 1968   | 1968 | 1971   | 1971 | 1974   | 1974 | 1977  | 1977 |
| % Stemmen \| Zetels | % Stemmen \| Zetels | %     | 7    | %      | 7    | %     | 7    | %     | 7    | %     | 7    | %      | 7    | %      | 7    | %      | 7    | %      | 7    | %     | 7    |
| ------------------- | ------------------- | ----- | ---- | ------ | ---- | ----- | ---- | ----- | ---- | ----- | ---- | ------ | ---- | ------ | ---- | ------ | ---- | ------ | ---- | ----- | ---- |
|                     | CVP                 | 49,31 | 4    | 47,85  | 4    | 53,70 | 4    | 50,47 | 4    | 46,71 | 3    | 41,24  | 3    | 36,41  | 3    | 37,00  | 3    | 40,78  | 3    | 45,23 | 4    |
|                     | Lib.Partij1 / PVV2  | 6,451 | 0    | 10,491 | 1    | 7,591 | 0    | 7,041 | 0    | 7,802 | 1    | 12,782 | 1    | 11,592 | 1    | 11,542 | 1    | 11,602 | 1    | 9,662 | 0    |
|                     | BSP                 | 40,92 | 3    | 34,72  | 2    | 36,68 | 3    | 39,22 | 3    | 38,65 | 3    | 32,59  | 2    | 33,34  | 2    | 29,44  | 2    | 26,37  | 2    | 24,96 | 2    |
|                     | KPB / KP            | 2,75  | 0    | 3,31   | 0    | 2,03  | 0    | 0,78  | 0    | 1,22  | 0    | 2,10   | 0    | 1,83   | 0    | 2,11   | 0    | 2,19   | 0    | 1,44  | 0    |
|                     | Volksunie           | -     |      | -      |      | -     |      | 2,49  | 0    | 5,18  | 0    | 11,29  | 1    | 16,83  | 1    | 19,91  | 1    | 18,18  | 1    | 17,52 | 1    |
|                     | AMADA               | -     |      | -      |      | -     |      | -     |      | -     |      | -      |      | -      |      | -      |      | -      |      | 1,19  | 0    |
|                     | Anderen*            | 0,57  |      | -      |      | -     |      | -     |      | 0,44  |      | -      |      | -      |      | -      |      | 0,88   |      | -     |      |
| Opkomst             |                     |       |      |        |      |       |      |       |      |       |      |        |      |        |      |        |      |        |      |       |      |
| Blanco/ongeldig     | Blanco/ongeldig     |       |      |        |      | 4,58  | 4,58 | 4,1   | 4,1  | 4,5   | 4,5  | 6,32   | 6,32 | 7,05   | 7,05 | 7,7    | 7,7  | 7,39   | 7,39 | 4,89  | 4,89 |

(*) 1946: UDB (0,19%), Anderen (0,38%) / 1961: NB (0,44%) / 1974: Andere (0,88%)
| Partij of kartel    | Partij of kartel                      | 1978   | 1978 | 1981   | 1981 | 1985   | 1985 | 1987   | 1987  | 1991   | 1991  | 1994   | 1994  | 2000   | 2000  | 2006   | 2006  | 2012   | 2012  |
| % Stemmen \| Zetels | % Stemmen \| Zetels                   | %      | 7    | %      | 7    | %      | 9    | %      | 9     | %      | 9     | %      | 9     | %      | 9     | %      | 9     | %      | 7     |
| ------------------- | ------------------------------------- | ------ | ---- | ------ | ---- | ------ | ---- | ------ | ----- | ------ | ----- | ------ | ----- | ------ | ----- | ------ | ----- | ------ | ----- |
|                     | CVP1 / CD&V-N-VA2 / CD&V3             | 44,311 | 3    | 32,031 | 2    | 33,521 | 3    | 29,391 | 3     | 24,621 | 2     | 26,151 | 3     | 20,641 | 2     | 25,112 | 3     | 14,423 | 1     |
|                     | PVV1 / VLD2 / VLD-Vivant3 / Open Vld4 | 12,751 | 1    | 15,631 | 1    | 13,621 | 2    | 14,801 | 2     | 17,561 | 2     | 16,182 | 2     | 21,482 | 2     | 17,653 | 1     | 10,164 | 1     |
|                     | BSP1 / SP2 / sp.a-spirit3 / sp.a4     | 22,841 | 2    | 20,502 | 2    | 21,192 | 2    | 21,322 | 2     | 19,122 | 2     | 14,342 | 1     | 12,502 | 1     | 17,393 | 1     | 11,854 | 1     |
|                     | AMADA1 / PVDA2 / PVDA+3               | 1,751  | 0    | 1,702  | 0    | 1,772  | 0    | 1,462  | 0     | 1,702  | 0     | 1,352  | 0     | 0,692  | 0     | 1,083  | 0     | 2,403  | 0     |
|                     | Agalev1 / Groen!2 / Groen3            | 1,221  | 0    | 8,261  | 1    | 11,041 | 1    | 12,561 | 1     | -      |       | 13,581 | 1     | 13,521 | 1     | 9,372  | 1     | 10,823 | 1     |
|                     | Vlaams Blok1 / Vlaams Belang2         | 2,731  | 0    | 2,831  | 0    | 3,681  | 0    | 5,471  | 0     | 20,001 | 2     | 16,901 | 2     | 21,991 | 3     | 29,402 | 3     | 11,132 | 1     |
|                     | N-VA                                  | -      |      | -      |      | -      |      | -      |       | -      |       | -      |       | -      |       | -      |       | 39,26  | 2     |
|                     | Volksunie1 / VU&ID2                   | 11,601 | 1    | 15,241 | 1    | 14,271 | 1    | 13,881 | 1     | 12,001 | 1     | 6,281  | 0     | 6,862  | 0     | -      |       | -      |       |
|                     | VIVANT                                | -      |      | -      |      | -      |      | -      |       | -      |       | -      |       | 2,32   | 0     | -      |       | -      |       |
|                     | WOW                                   | -      |      | -      |      | -      |      | -      |       | -      |       | 2,36   | 0     | -      |       | -      |       | -      |       |
|                     | REGEBO                                | -      |      | -      |      | -      |      | -      |       | 3,24   | 0     | -      |       | -      |       | -      |       | -      |       |
|                     | KP1 / KPB2                            | 2,071  | 0    | 1,371  | 0    | 0,512  | 0    | 0,542  | 0     | -      |       | -      |       | -      |       | -      |       | -      |       |
|                     | RAD                                   | 0,55   | 0    | 2,44   | 0    | -      |      | -      |       | -      |       | -      |       | -      |       | -      |       | -      |       |
|                     | Anderen *                             | 0,19   |      | -      |      | 0,40   |      | 0,57   |       | 1,75   |       | 2,84   |       | -      |       | -      |       | -      |       |
| Opkomst             | Opkomst                               |        |      |        |      |        |      | 94,66  | 94,66 | 94,02  | 94,02 | 92,26  | 92,26 | 89,86  | 89,86 | 98,56  | 98,56 | 90,67  | 90,67 |
| Blanco/ongeldig     | Blanco/ongeldig                       | 6,23   | 6,23 | 5,64   | 5,64 | 5,6    | 5,6  | 5,14   | 5,14  | 5,61   | 5,61  | 5,53   | 5,53  | 3,56   | 3,56  | 4,81   | 4,81  | 4,23   | 4,23  |

(*) 1978: PVCM (0,19%) / 1985: PKS (0,40%) / 1987: SAP (0,57%) / 1991: BEB (0,99%), VCD-PCS (0,76%) / 1994: PATSY (0,99%), PAKLEM (0,23%), AOV (0,40%)
NWP (0,22%), PROVO (0,26%), VVP (0,37%), GELD (0,37%)
|  | Lijsttrekker              | 2000 | 2006                     | 2012                     |
|  | ------------------------- | ---- | ------------------------ | ------------------------ |
|  | CD&V / CD&V-N-VA1 / CD&V2 |      | Luc Vuylsteke1           | Wendy Weckhuysen2        |
|  | VLD-Vivant1 / Open Vld2   |      | Livia Moreau1            | Livia Moreau2            |
|  | sp.a-Spirit1 / sp.a2      |      | Rik Röttger1             | Rik Röttger2             |
|  | PVDA                      |      | Luc Vandenhoeck          | Luc Vandenhoeck          |
|  | Vl.Blok1 / Vl.Belang2     |      | Bart Van Hove2           | Bart Van Hove2           |
|  | Groen                     |      | Diederik Vandendriessche | Diederik Vandendriessche |
|  | N-VA                      | -    | -                        | Kathleen Van Hove        |

#### Verkozen kandidaten
Volgende kandidaten werden verkozen voor de Antwerpse provincieraad in het provinciedistrict:
2012
- Wendy Weckhuysen (CD&V)
- Livia Moreau (Open Vld)

- Rik Röttger (sp.a)
- Bart Van Hove (Vlaams Belang)
- Diederik Vandendriessche (Groen)

- Kathleen Van Hove (N-VA)
- Vera De Hert (N-VA)

2006
- Luc Vuylsteke-De Laps (CD&V-N-VA)
- Pieter Mennes (CD&V-N-VA)
- Rina Van De Weyer (CD&V-N-VA)

- Dirk Sterckx (VLD-Vivant)
- Rik Röttger (sp.a-spirit)
- Marleen Van den Eynde (Vlaams Belang)

- Bart Van Hove (Vlaams Belang)
- Steven Vollebergh (Vlaams Belang)
- Diederik Vandendriessche (Groen!)